# Musée du Village roumain
 (décembre 2023).
Si vous disposez d'ouvrages ou d'articles de référence ou si vous connaissez des sites web de qualité traitant du thème abordé ici, merci de compléter l'article en donnant les références utiles à sa vérifiabilité et en les liant à la section « Notes et références ».

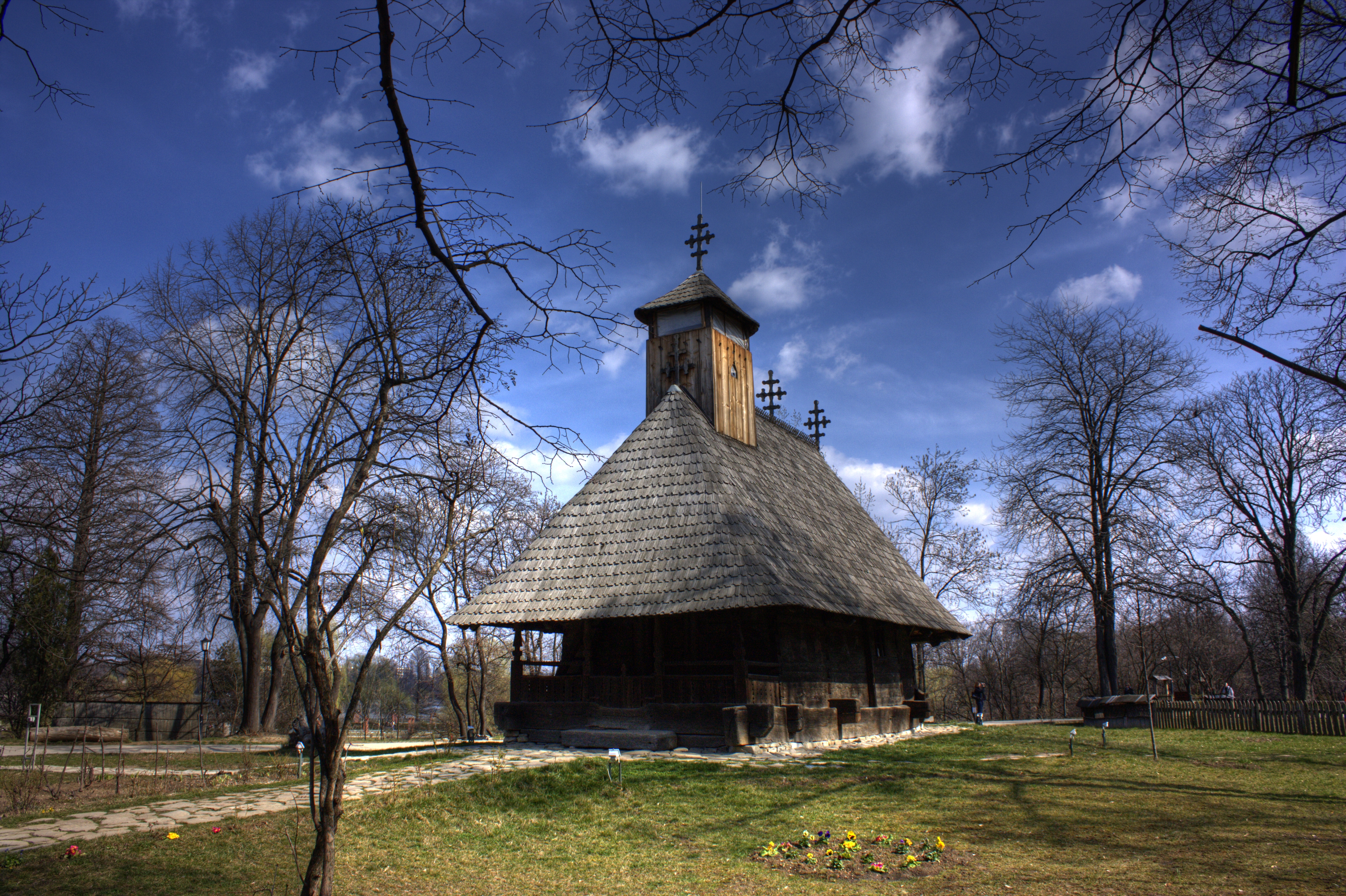
L'église reconstituée du village de Timișeni.

Le musée du Village roumain (en roumain : Muzeul Național al Satului) est un écomusée en plein air qui retrace la vie rurale et les traditions paysannes de Roumanie. Il est situé à Bucarest.
Le musée du Village roumain a été inauguré le 10 mai 1936 en présence du roi Carol II. Ses fondateurs étaient Dimitrie Gusti, Victor Ion Popa et Henri H. Stahl.
Lors de l'inauguration en 1936, l'exposition avait une superficie de 4,5 ha.
En 1948, une zone allouée au musée permit de passer à près de 9 ha.
En 1990, la mairie de Bucarest a donné plus d'espace afin de permettre de prévoir l'avenir, de sorte que le musée couvre maintenant une superficie de 12 ha.
Actuellement, il y a 76 complexes exposés en quartiers, composés de 322 bâtiments, dont 47 maisons, 272 fermes typiques, trois églises en bois, trois moulins à vent, et des installations d'adduction d'eau.
Le musée présente cette muséographie sur une superficie couvrant une surface de près de 100 000 m2.

## Galerie

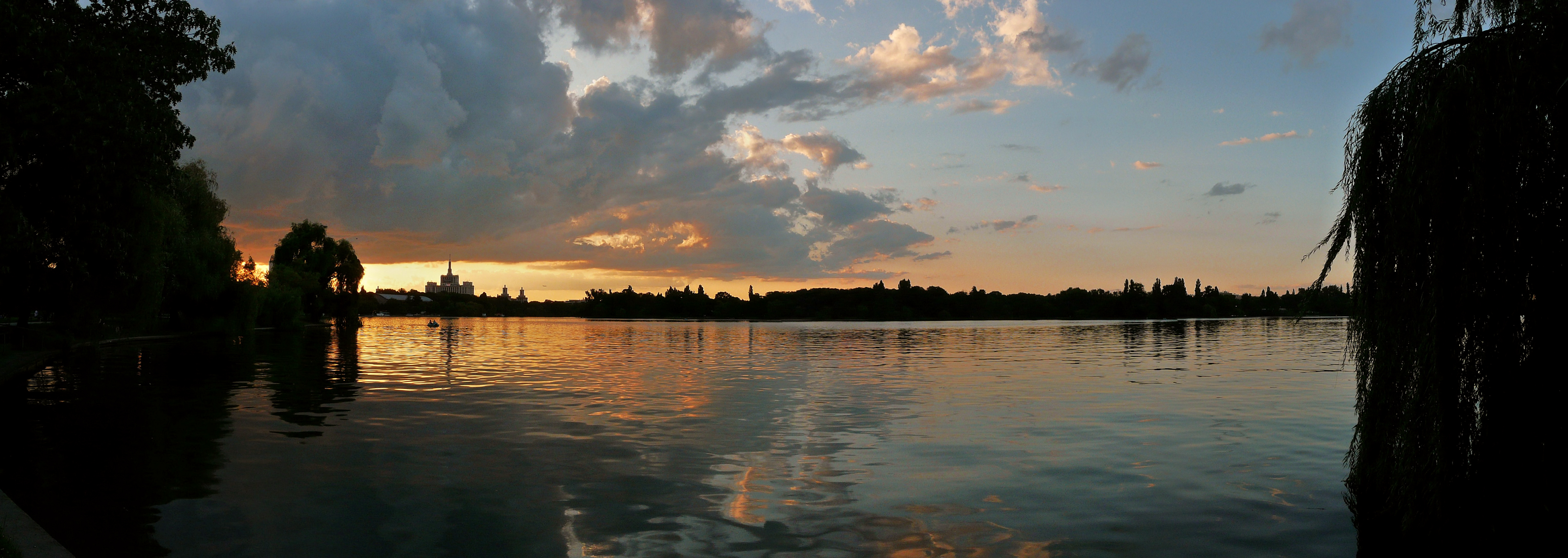
Vue du lac Herastrau depuis le musée.
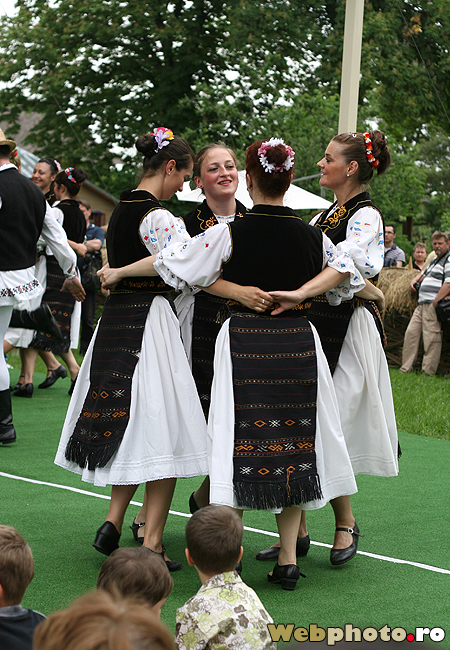
Danse traditionnelle des femmes dans la cour du musée.
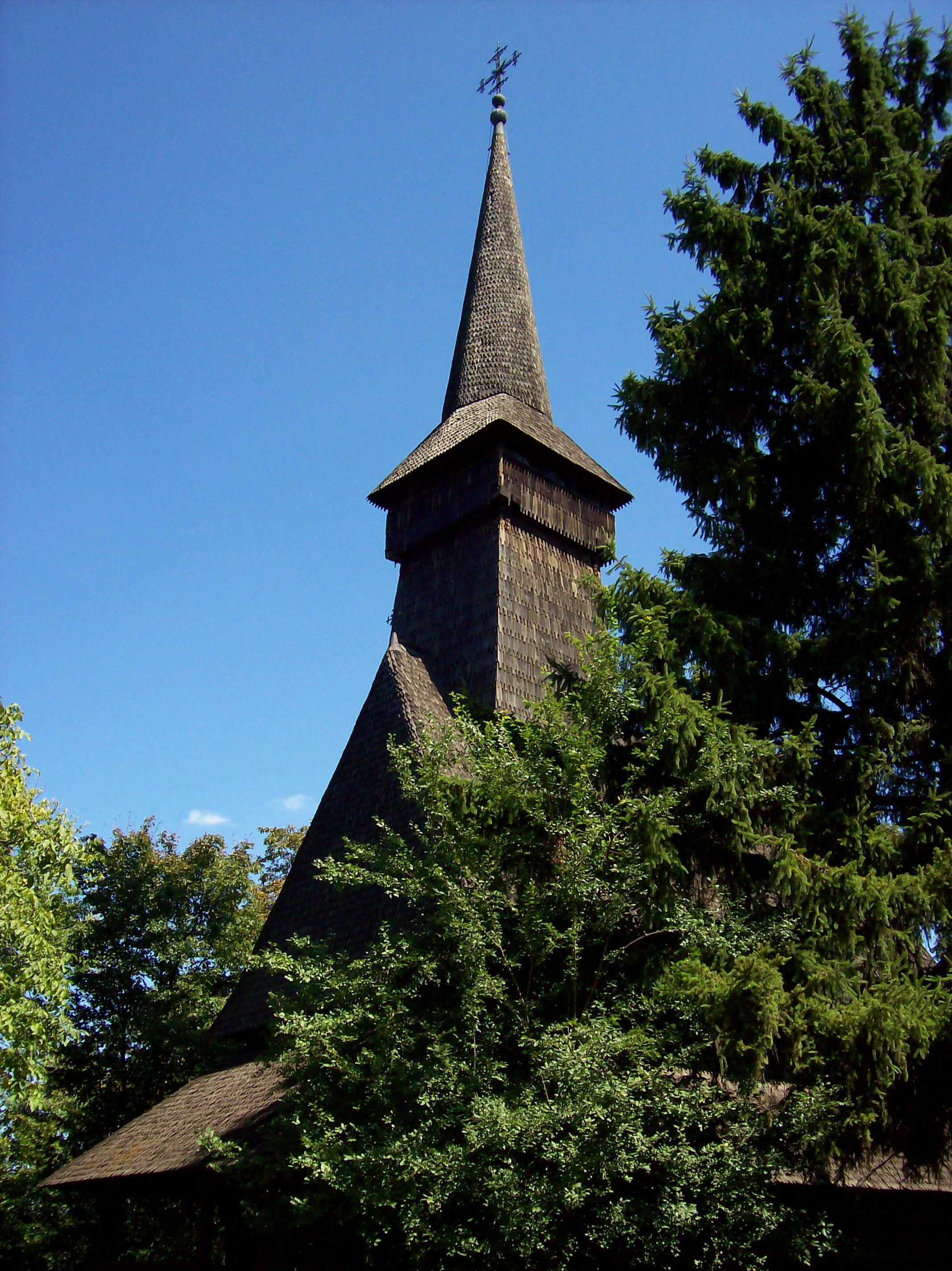
Église traditionnelle orthodoxe en bois.
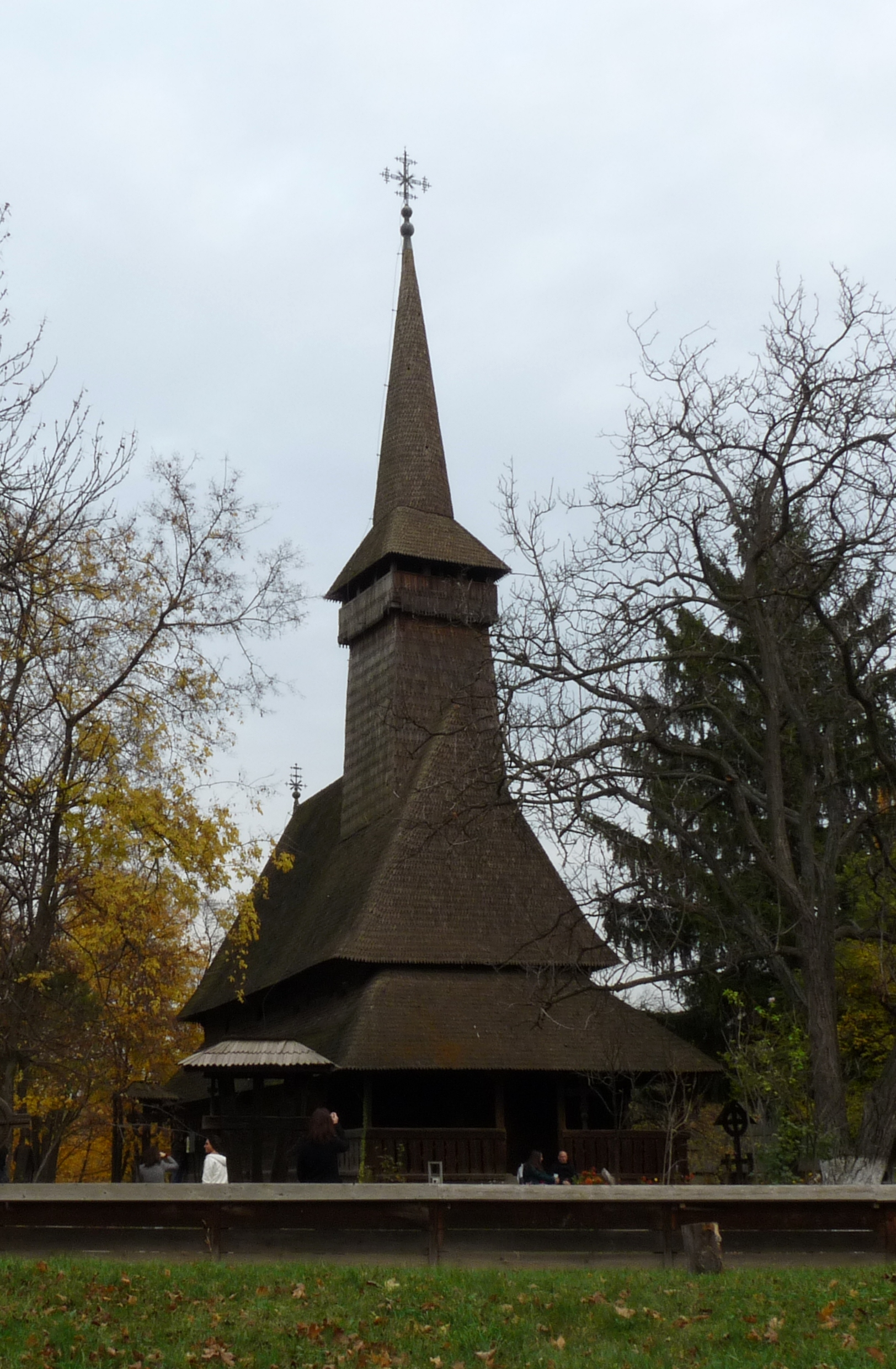
Église en bois du musée.